# TEL
TEL (akronim za Transporter Erector Launcher) vojaško vozilo, ki se uporablja za transport in izstrelitev raketnega orožja kot so npr. rakete zemlja-zrak, rakete zemlja-zemlja in balistične rakete. TEL vozila so lahko kolesna ali pa gosenična.
TELAR je TEL vozilo, ki ima nameščen tudi radar.

## Primeri
- Ljudska republika Kitajska: WS-51200 16-kolesni TEL
- Rusija: 9A39M1 Buk gosenični TEL
- Rusija: S-400 Triumf[1]
- Nemčija/ ZDA: MAN AG TEL
- ZDA: BGM-109G Gryphon Transporter Erector Launcher
- Rusija: 2K11 Krug TEL
- Rusija: MAZ-7910 8 × 8 tovornjak
- Rusija: MAZ-547A/MAZ-7916 – 12- kolesni TEL
- Rusija: MAZ-7917 – 14-kolesni TEL
- Rusija: MZKT-79221 kolesni TEL

## Galerija
- Ruski SA-12 TELAR
- Ruski SA-10 TEL
- Francoski Pluton
- Ruski MZKT-79221
- MAZ-7917 TEL
- ZIL-135
- MLRS.
- S-300
- MAZ7310
- Ruski Topol-M MZKT-79221